# Glyptorhagada silveri
Glyptorhagada silveri är en snäckart som först beskrevs av George French Angas 1868.  Glyptorhagada silveri ingår i släktet Glyptorhagada och familjen Camaenidae. IUCN kategoriserar arten globalt som starkt hotad. Inga underarter finns listade i Catalogue of Life.